# Витковац (Краљево)
Витковац је насељено место града Краљева у Рашком округу. Према попису из 2022. било је 527 становника.
Овде се налази ОШ „Бранко Радичевић” Витковац.

## Демографија
У насељу Витковац живи 698 пунолетних становника, а просечна старост становништва износи 45,7 година (44,6 код мушкараца и 46,7 код жена). У насељу има 288 домаћинстава, а просечан број чланова по домаћинству је 2,89.
Ово насеље је великим делом насељено Србима (према попису из 2002. године).
|  |

| Демографија | Демографија | Демографија |
| Година      | Становника  | Становника  |
| ----------- | ----------- | ----------- |
| 1948.       | 1.156       |             |
| 1953.       | 1.212       |             |
| 1961.       | 1.201       |             |
| 1971.       | 1.165       |             |
| 1981.       | 1.132       |             |
| 1991.       | 1.008       | 970         |
| 2002.       | 831         | 888         |

| Етнички састав према попису из 2002.‍ | Етнички састав према попису из 2002.‍ | Етнички састав према попису из 2002.‍ | Етнички састав према попису из 2002.‍ | Етнички састав према попису из 2002.‍ |
| ------------------------------------ | ------------------------------------ | ------------------------------------ | ------------------------------------ | ------------------------------------ |
|                                      |                                      |                                      |                                      |                                      |
| Срби                                 | Срби                                 |                                      | 830                                  | 99,87%                               |
| Црногорци                            | Црногорци                            |                                      | 1                                    | 0,12%                                |
| непознато                            | непознато                            |                                      | 0                                    | 0,0%                                 |

| Година пописа     | 1948. | 1953. | 1961. | 1971. | 1981. | 1991. | 2002. |
| ----------------- | ----- | ----- | ----- | ----- | ----- | ----- | ----- |
| Број домаћинстава | 232   | 247   | 317   | 322   | 338   | 348   | 288   |

| Број чланова      | 1  | 2  | 3  | 4  | 5  | 6  | 7 | 8 | 9 | 10 и више | Просек |
| ----------------- | -- | -- | -- | -- | -- | -- | - | - | - | --------- | ------ |
| Број домаћинстава | 67 | 83 | 38 | 49 | 27 | 17 | 6 | 0 | 1 | 0         | 2,89   |

| Пол    | Укупно | Неожењен/Неудата | Ожењен/Удата | Удовац/Удовица | Разведен/Разведена | Непознато |
| ------ | ------ | ---------------- | ------------ | -------------- | ------------------ | --------- |
| Мушки  | 356    | 109              | 224          | 18             | 5                  | 0         |
| Женски | 369    | 50               | 226          | 85             | 5                  | 3         |
| УКУПНО | 725    | 159              | 450          | 103            | 10                 | 3         |

| Пол    | Укупно                    | Пољопривреда, лов и шумарство | Рибарство                            | Вађење руде и камена | Прерађивачка индустрија       |
| ------ | ------------------------- | ----------------------------- | ------------------------------------ | -------------------- | ----------------------------- |
| Мушки  | 148                       | 23                            | 0                                    | 0                    | 47                            |
| Женски | 75                        | 14                            | 0                                    | 0                    | 14                            |
| УКУПНО | 223                       | 37                            | 0                                    | 0                    | 61                            |
| Пол    | Производња и снабдевање   | Грађевинарство                | Трговина                             | Хотели и ресторани   | Саобраћај, складиштење и везе |
| Мушки  | 6                         | 4                             | 7                                    | 2                    | 27                            |
| Женски | 0                         | 1                             | 12                                   | 4                    | 1                             |
| УКУПНО | 6                         | 5                             | 19                                   | 6                    | 28                            |
| Пол    | Финансијско посредовање   | Некретнине                    | Државна управа и одбрана             | Образовање           | Здравствени и социјални рад   |
| Мушки  | 0                         | 3                             | 4                                    | 4                    | 5                             |
| Женски | 0                         | 2                             | 2                                    | 13                   | 9                             |
| УКУПНО | 0                         | 5                             | 6                                    | 17                   | 14                            |
| Пол    | Остале услужне активности | Приватна домаћинства          | Екстериторијалне организације и тела | Непознато            | Непознато                     |
| Мушки  | 0                         | 0                             | 0                                    | 16                   | 16                            |
| Женски | 2                         | 0                             | 0                                    | 1                    | 1                             |
| УКУПНО | 2                         | 0                             | 0                                    | 17                   | 17                            |